# Zosterops hypoxanthus
El anteojitos de las Bismarck (Zosterops hypoxanthus) es una especie de ave paseriforme en la familia Zosteropidae.

## Distribución geográfica y hábitat
Es endémica del archipiélago Bismarck.
Se reconocen las siguientes subespecies:
- Z. h. hypoxanthus: Umboi, Nueva Bretaña, Watom y Mioko.
- Z. h. ultimus: Nueva Hanover y Nueva Irlanda.
- Z. h. admiralitatis: Manus (islas del Almirantazgo).

Sus hábitats naturales son las bosques tropicales o subtropicales húmedos y los manglares.